# Михаїл (Лярош)
Михаїл (в миру — Філіп Лярош; 26 березня 1943, Неї-сюр-Сен, Франція — 14 квітня 2022) — архієрей Православної церкви України (до 15 грудня 2018 року — УПЦ Київського Патріархату), митрополит Корсунський.
Митрополит Михаїл — письменник, історик і богослов. Його авторству належать праці з богослів'я, православної аскези, еклезіології та церковної історії.

## Життєпис
З юності належав до одного з відгалужень російського розколу — Сен-Денійської єпархії Російської Православної церкви Закордоном.
1966—1969 навчався у паризькому Інституті Святого Діонісія.
1966 — рішенням Архієрейського Синоду РПЦЗ Сен-Денійська єпархія була скасована, а єпископ Іоанн-Нектарій (Ковалевський) в тому ж році заснував Православну кафолічну церкву Франції.
29 вересня 1967 єпископ Іоанн-Нектарій висвятив Філіпа Ляроша у диякона.
Ієрейську хіротонію Філіпа Ляроша було звершено тим же архієреєм 1 листопада 1969.
У 1972 році Православна кафолічна церква Франції була прийнята в юрисдикцію Румунської Православної Церкви. Незабаром після цього, у тому ж 1972, Патріархом Румунським Юстиніаном (Марина) священник Філіп Лярош був зведений у сан протоієрея і нагороджений Патріаршим Хрестом.
У 1972 році протоієрей Філіп Лярош недалеко від Парижа заснував парафію на честь святого Михайла і святого Нектарія Егінського.
У 1988 році протоієрей Філіп Лярош захистив докторську дисертацію з богослів'я, що було офіційно затверджено Священним Синодом Румунської Православної Церкви під головуванням Патріарха Румунського Феоктиста (Арепашу).
У 1996 році перейшов у юрисдикцію Української православної церкви Київського патріархату. 10 квітня 1996 прийняв чернецтво з ім'ям Михаїл. 11 квітня 1996 зведений у сан архімандрита.
12 травня 1996 — рукоположений у єпископа Ліонського.
З 12 серпня 1996 — архієпископ Ліонський, Паризький і всієї Франції.
25 червня 1998 року рішенням Священного Синоду під головуванням Патріарха Київського і всієї Руси-України Філарета зведений у сан митрополита Паризького, який мав у своїй юрисдикції Паризьку єпархію.
З 2019 року — митрополит Корсунський Православної церкви України.